# Johann Adam Kurrer (Jurist)

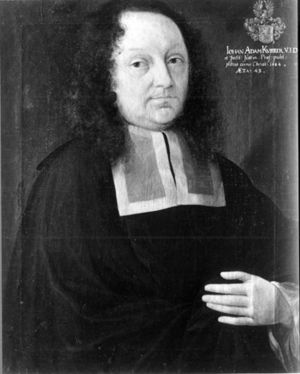
Porträt Johann Adam Kurrer, 1684, auf einem Gemälde eines unbekannten Künstlers aus der Sammlung der Tübinger Professorengalerie

Der Jurist Johann Adam Kurrer (* 14. Juli 1641 in Reutlingen; † 3. April 1692 in Tübingen) war Professor der Rechte an der Eberhard Karls Universität Tübingen, Advokat und von 1672 bis 1678 Universitätssekretär.
Sein Porträt hängt in der Tübinger Professorengalerie.

## Familie
Er heiratete am 3. November 1663 Maria Veronica Kleber (* 12. Oktober 1639; † 16. Oktober 1694 in Tübingen) und hatte mit ihr einen Sohn, Johann Jakob Kurrer III. (* 6. September 1680 in Tübingen; † 1762). Nach Kurrers Tod heiratete seine Witwe am 21. August 1694 den Doktor der Theologie und Stadtpfarrer zu Tübingen Michael Müller.

## Werke
- Diss. iur. de testamento coacto

- Diss. inaug. de obligatione alternativa

- Disp. inaug. de tacito pignore